# Lijst van rijksmonumenten in Heemskerk
De plaats Heemskerk telt 22 inschrijvingen in het rijksmonumentenregister. Hieronder een overzicht.
| Object                                                                                             | Oorspronkelijke functie?  | Bouwjaar                   | Architect   | Locatie                    | Coördinaten?                  | Nr.?   | Afbeelding                                        |
| -------------------------------------------------------------------------------------------------- | ------------------------- | -------------------------- | ----------- | -------------------------- | ----------------------------- | ------ | ------------------------------------------------- |
| Laurentiuskerk                                                                                     | Kerk en kerkonderdeel     | 1889-1891                  | J.H.Tonnaer | Anthonie Verherentstraat 4 | 52° 30' 44" NB, 4° 40' 29" OL | 21204  | Meer afbeeldingen                                 |
| Toren van de dorpskerk                                                                             | Kerk en kerkonderdeel     | 15e eeuw                   |             | Kerkplein 1                | 52° 30' 37" NB, 4° 40' 17" OL | 21205  | Meer afbeeldingen                                 |
| Obelisk                                                                                            | Gedenkteken               | 1570                       |             | Kerkplein 1                | 52° 30' 37" NB, 4° 40' 17" OL | 21206  | Meer afbeeldingen                                 |
| Dorpskerk en inventaris (preekstoel, doophek, zerken, lezenaar, doopbekkenhouder, orgel, luidklok) | Kerk en kerkonderdeel     | 1628                       |             | Kerkplein 1                | 52° 30' 37" NB, 4° 40' 17" OL | 21207  | Meer afbeeldingen                                 |
| Huldtoneel                                                                                         | Gedenkteken               | 1863                       |             | Rijksstraatweg 201         | 52° 31' 3" NB, 4° 39' 3" OL   | 21209  | Meer afbeeldingen                                 |
| Kasteel Assumburg                                                                                  | Kasteel, buitenplaats     | 13e eeuw                   |             | Tolweg 9                   | 52° 30' 20" NB, 4° 41' 7" OL  | 21210  | Meer afbeeldingen                                 |
| Beschermd bodemarchief Scepelenberg of Huldtoneel                                                  | Archeologisch monument    | Romeinse tijd              |             | Rijksstraatweg 201 nabij   | 52° 31' 3" NB, 4° 39' 3" OL   | 45436  | Beschermd bodemarchief Scepelenberg of Huldtoneel |
| Beschermd bodemarchief: Kasteel Oud Haerlem met bijbehorende belegeringswerken                     | Archeologisch monument    | middeleeuwen               |             | Hoflaan 2 nabij            | 52° 30' 2" NB, 4° 41' 17" OL  | 45437  | Meer afbeeldingen                                 |
| Beschermd bodemarchief Broekpolder                                                                 | Archeologisch monument    | IJzertijd en Romeinse tijd |             |                            | 52° 29' 37" NB, 4° 41' 19" OL | 507386 | Upload foto                                       |
| Kunstbunker                                                                                        | Opslag                    | 1940                       |             | Achterweg 0                | 52° 31' 23" NB, 4° 37' 47" OL | 515935 | Upload foto                                       |
| Kunstbewaarplaats                                                                                  | Opslag                    | 1940                       |             | Achterweg 0                | 52° 31' 23" NB, 4° 37' 47" OL | 515936 | Upload foto                                       |
| Wachtpost                                                                                          | Militair wachtgebouw      | 1939                       |             | Achterweg 0                | 52° 31' 23" NB, 4° 37' 47" OL | 515937 | Upload foto                                       |
| Kwekerswoning Abmaatra                                                                             | Bedrijfs-,fabriekswoning  | 1929                       |             | Hondsbosseweg 2            | 52° 30' 2" NB, 4° 38' 59" OL  | 515939 | Kwekerswoning Abmaatra                            |
| De Kruisberg                                                                                       | Boerderij                 | 1869                       |             | Kruisberg 4a               | 52° 31' 24" NB, 4° 37' 35" OL | 515941 | De Kruisberg                                      |
| 't Voerhuis                                                                                        | Bedrijfs-,fabriekswoning  | 1865-1870                  |             | Kruisberg 5                | 52° 31' 24" NB, 4° 37' 35" OL | 515942 | 't Voerhuis                                       |
| Kwekerswoning                                                                                      | Bedrijfs-,fabriekswoning  | 1873                       |             | Kleine Houtweg 6           | 52° 30' 44" NB, 4° 39' 8" OL  | 515943 | Kwekerswoning                                     |
| Marquette: kasteel                                                                                 | Kasteel, buitenplaats     | ca. 1250                   |             | Marquettelaan 34           | 52° 31' 15" NB, 4° 40' 4" OL  | 519562 | Meer afbeeldingen                                 |
| Marquette: tuinaanleg                                                                              | Tuin, park en plantsoen   | 1751-1760                  |             | Marquettelaan bij 34       | 52° 31' 9" NB, 4° 40' 8" OL   | 519563 | Meer afbeeldingen                                 |
| Marquette: toegangsbrug                                                                            | Tuin, park en plantsoen   | ca. 1800                   |             | Marquettelaan bij 34       | 52° 31' 15" NB, 4° 40' 4" OL  | 519564 | Meer afbeeldingen                                 |
| Marquette: tuinornamenten                                                                          | Tuin, park en plantsoen   | 18e eeuw                   |             | Marquettelaan bij 34       | 52° 31' 15" NB, 4° 40' 6" OL  | 519565 | Meer afbeeldingen                                 |
| Marquette: toegangshek                                                                             | Tuin, park en plantsoen   | 1741                       |             | Marquettelaan bij 34       | 52° 31' 12" NB, 4° 40' 2" OL  | 519566 | Meer afbeeldingen                                 |
| Marquette: koetshuis / dienstwoning (thans beheerderswoning)                                       | Bijgebouwen kastelen enz. | 18e eeuw                   |             | Marquettelaan 36-38        | 52° 31' 11" NB, 4° 39' 59" OL | 519567 | Meer afbeeldingen                                 |

Aalsmeer ·
Alkmaar ·
Amstelveen ·
Amsterdam ·
Bergen ·
Beverwijk ·
Blaricum ·
Bloemendaal ·
Castricum ·
Den Helder ·
Diemen ·
Dijk en Waard ·
Drechterland ·
Edam-Volendam ·
Enkhuizen ·
Gooise Meren ·
Haarlem ·
Haarlemmermeer ·
Heemskerk ·
Heemstede ·
Heiloo ·
Hilversum ·
Hollands Kroon ·
Hoorn ·
Huizen ·
Koggenland ·
Landsmeer ·
Laren ·
Medemblik ·
Oostzaan ·
Opmeer ·
Ouder-Amstel ·
Purmerend ·
Schagen ·
Stede Broec ·
Texel ·
Uitgeest ·
Uithoorn ·
Velsen ·
Waterland ·
Wijdemeren ·
Wormerland ·
Zaanstad ·
Zandvoort